# 제3대 밀퍼드헤이븐 후작 데이비드 마운트배튼
제3대 밀퍼드헤이븐 후작 데이비드 마이클 마운트배튼(David Michael Mountbatten, 3rd Marquess of Milford Haven, 1919년 5월 12일 ~ 1970년 4월 14일)은 1921년 이전에 앨더니 자작, 1921년부터 1938년 사이에 메디나 백작 작위를 받았으며, 제2대 밀퍼드헤이븐 후작 조지 마운트배튼과 토르비 백작 나데즈다 미하일로브나의 아들이었다.